# Остров Русь
«Остров Русь» — фантастический роман российских писателей-фантастов Сергея Лукьяненко и Юлия Буркина, состоящий из трёх повестей: «Сегодня, мама!», «Остров Русь» и «Царь, царевич, король, королевич…», объединённых рядом общих персонажей. Впервые полностью вышел в 1997 году в издательствах «Эксмо» и «Аргус». Вместе с романом «Остров Русь 2, или Принцесса Леокады» Юлия и Станислава Буркиных входит в одноимённый цикл «Остров Русь».
Действие происходит как в реальном мире конца двадцатого века и в двадцать пятом веке, так и в вымышленных мирах книг других авторов. В первой повести «Сегодня, мама!» Стас и Костя попадают в будущее, встречают там Департамент Защиты Реальности во главе с Кубатаем, сбегают на Венеру к сфинксам, которые в итоге помогают им вернуться в своё время. Во второй повести «Остров Русь» действие происходит на острове Мадагаскаре двадцать пятого века, обитатели которого под воздействием этномагического поля считают себя жителями Руси, повторяя персонажей и сюжеты русских народных сказок, а Кубатай и Смолянин внедряются, чтобы остановить Кащея, генерирующего это поле. В третьей повести «Царь, царевич, король, королевич…» Кащей похищает Стаса и Костю с целью отомстить Кубатаю, из-за чего последний вынужден обратиться к Шерлоку Холмсу за помощью в поиске мальчиков.
В 1994 году повесть «Сегодня, мама!» получила поощрительную премию на фестивале «Белое Пятно» в Новосибирске. В 1995 году повесть «Сегодня, мама!» также номинировалась на премии «Интерпресскон», «Бронзовая улитка» и «Странник» за лучшее фантастическое произведение средней формы. В 1998 году вся книга «Остров Русь» номинировалась на премии «Интерпресскон» и «Бронзовая улитка» за лучшую фантастическую публикацию крупной формы.

## Сюжет

### Сегодня, мама!
Родители Стаса и Кости работают в музее и учат своих сыновей древнеегипетскому языку. В музей привозят древний камень, внутри которого, по предположению отца мальчиков, находится инопланетный корабль. Поздно ночью братья сбегают из дома, чтобы осмотреть камень, и находят внутри небольшой корабль, оказавшийся капсулой для путешествий во времени. В будущем их встречает Департамент Защиты Реальности во главе с генералом Кубатаем, предотвращающий все возможности путешествия назад во времени из-за риска уничтожения Земли или всей Вселенной. Из Департамента они сбегают при помощи местных оппозиционеров, которые передают мальчиков венерианским сфинксам. Сфинксы не согласны с опасениями земного департамента и, наоборот, полагают, что братьев необходимо вернуть обратно.
Вместе со сфинксом Шидлой мальчики совершают путешествие назад во времени, однако из-за неполадки промахиваются, попадая в Древний Египет. Там Стас и Костя спасают девочку Хайлине от принудительного брака с фараоном Неменхотепом. Братья сбегают вместе с Хайлине, но у фараона остаются оживляющие браслеты. Мощности капсулы не хватает, чтобы доставить всех во время Стаса и Кости, поэтому Хайлине вынужденно оставляют в 1966 году в Ташкенте. Шидла на прощание даёт ей оружие — мумификатор. Мальчики оказываются в своём времени, а сфинкс отправляется в Древний Египет. В настоящем времени из-за случайной активации браслетов мумия Неменхотепа в музее оживает и нападает на Стаса и Костю. Однако фараона убивает мать братьев оружием Шидлы. Она, как оказывается, и есть выросшая Хайлине.

### Остров Русь
Иван-дурак отправляется в Киев к Микуле Селяниновичу, чтобы стать богатырём на службе у князя Владимира. Приехав в Киев, знакомится с Емелей, который влюблён в князеву дочку царевну Несмеяну. Напившись, Иван отдаёт ему свою грамоту в богатыри. На следующий день Иван ссорится с Добрыней Никитичем, Ильёй Муромцем и Алёшей Поповичем, а также знакомится с Марьей-искусницей. Вместо битвы между собой богатыри и Иван вчетвером побеждают Змея Горыныча, после чего Ивана принимают в «добрые молодцы». Богатыри попадают в темницу за оскорбление князя, откуда при помощи Марьи их спасает Иван. Вместе с Емелей они думают скрыться, но в дороге встречают печенегов во главе с Тугарином, с которыми вынуждены сражаться, чтобы защитить Русь. Емеля в ходе битвы собирает трофеи и убегает к князю доложить, что он сам победил, но в итоге рассказывает правду. Князь обещает женить его на Несмеяне, которой тот всё-таки понравился. Вернувшихся богатырей прощают, Иван становится богатырём.
Князь просит жену Василису Прекрасную на свадьбу дочери надеть серёжки, которые та отдала Кащею Бессмертному. Василиса тайно просит Ивана привезти ей серёжки. Дорогу к Кащею знает только кавказец Кубатай, которого Иван распознаёт в одном из боянов. Вместе с тремя богатырями, Кубатаем и его помощником Смоляниным, Иван отправляется к Кащею. Встретив по пути Садко, Бабу Ягу и кикимору, они добираются к Кащею. Победив Кащея, Иван забирает серёжки, тем самым выключив магическое поле, в результате чего всё меняется. От бывшего Кащея он узнаёт, что на самом деле они на Мадагаскаре в двадцать пятом веке, а сам Иван — негр. Кубатай на самом деле из Департамента Защиты Реальности и должен был арестовать Кащея. Но тогда урежут бюджет его организации, поэтому поле восстанавливают. Иван приковывает Кащея в подвале его замка и с богатырями возвращается в Киев.

### Царь, царевич, король, королевич…
К Шерлоку Холмсу, скрыв свои имена, обращаются генерал Кубатай, Смолянин и Иван-дурак с просьбой помочь найти Стаса и Костю, похищенных Кащеем. Оказывается, закованный в цепи Кащей пообещал уничтожить мир перед тем, как его освободили. Кащей решил, что если похитить Стаса и Костю, то текущая реальность исчезнет, что равносильно уничтожению мира. Поэтому он при помощи портала заманивает их к себе и отправляет в вымышленный мир одной из книг его библиотеки, пройти в который можно через специальный шкаф. После посещения нескольких миров Холмс признаётся Кубатаю, что понял, что сам тоже является вымышленным персонажем, но хотел попутешествовать. Он указывает нужную книгу про исследование Антарктиды, в мире которой действительно обнаруживаются мальчики. Сфинксы с Венеры также прилетают их спасать. Оказывается, что и Кащей в виде пингвина ждал их там. При помощи магии он рассылает всех взрослых обратно, а Костю превращает в муху в мире Холмса.
Стасу удаётся обмануть Кащея и забрать его силу. После чего мальчик проходит в мир книги «Сегодня, мама!», думая, что вернулся в свой реальный мир. Там он, как умеет, пытается навести порядок, объявив себя Диктатором планеты. Все попытки вернуть Костю оказались безуспешны. Кащей вместе с потерей силы перестаёт быть злым. В это время Холмсу удаётся найти в Лондоне Костю. Вместе с Ватсоном, Кубатаем, Смоляниным и раскаявшимся Кащеем сыщик отправляется в мир Стаса. Стас превращает Костю обратно в человека, а Кубатаю удаётся уговорить его вернуться обратно в реальность. После этого сфинксы доставляют мальчиков обратно в их время.

## Персонажи и их прототипы
Сами авторы отмечают, что «заигрались» и вставили в роман многих друзей и знакомых, независимо от того, насколько это было оправдано сюжетно:
- Стас и Костя — главные герои первой повести — дети Буркина.
- Смолянин — младший майор космофлота Земли, переводчик — любитель фантастики Валерий Смолянинов.
- Кубатай — генерал-сержант, командующий космофлотом Земли — критик-фантастовед, писатель, редактор журнала «Миры» Алан Кубатиев.
- Кейсеролл — специальный инспектор Департамента Реальности — Аркадий Кейсер — шеф отдела газеты, где работали Лукьяненко и Буркин.
- Бормотан — повар — Борис Натанович Стругацкий, имевший прозвище БорНатан.
- Семинаристы-кулинары — члены Ленинградского семинара молодых фантастов.
- Измалай — писатель Андрей Измайлов. Витманц — Святослав Логинов (Святослав Витман). Толяро — писатель Андрей Столяров. Гуляква — Евгений Гуляковский. Еголя — писатель Александр Щеголяев. Фишманец — Вячеслав Рыбаков. Козинец — Людмила Козинец. Ереслег — критик Сергей Переслегин.
- Сфинксы: Мегла — минский журнал «MEGA», Шидла и Шурла — его сотрудники Светлана Шидловская и Ефим Шур, Шитла, Зелла, Потла и Чадла — белорусские фантасты Владимир Шитик, Борис Зеленский, Александр Потупа и Николай Чадович.
- ВБО — ВТО МПФ — Всесоюзное творческое объединение молодых писателей-фантастов: председатель — Виталий Пищенко, Верхушкин — Лев Вершинин, Лапкин — Борис Лапин, Шнобель — новосибирский писатель Евгений Носов, ткачев сын — Ткачев, Куланьянен — Сергей Лукьяненко, Бурчалкин — Юлий Буркин, Воха — Владимир Васильев, Кудряшкин — красноярский писатель Леонид Кудрявцев, Фискалкин — писатель Фисенко.
- Кащей/Манарбит Кащеев — литературный критик Роман Арбитман.
- Поп Гакон — критик фантастики Вл. Гаков.
- Министры: Колька Горнов — издатель фэнзина Николай Горнов, Андрэ Николя — Андрей Николаев, Ян Юа — переводчик Николай Ютанов и художница Яна Ашмарина, Сережка Бережной — литератор Сергей Бережной.

## Создание и издание

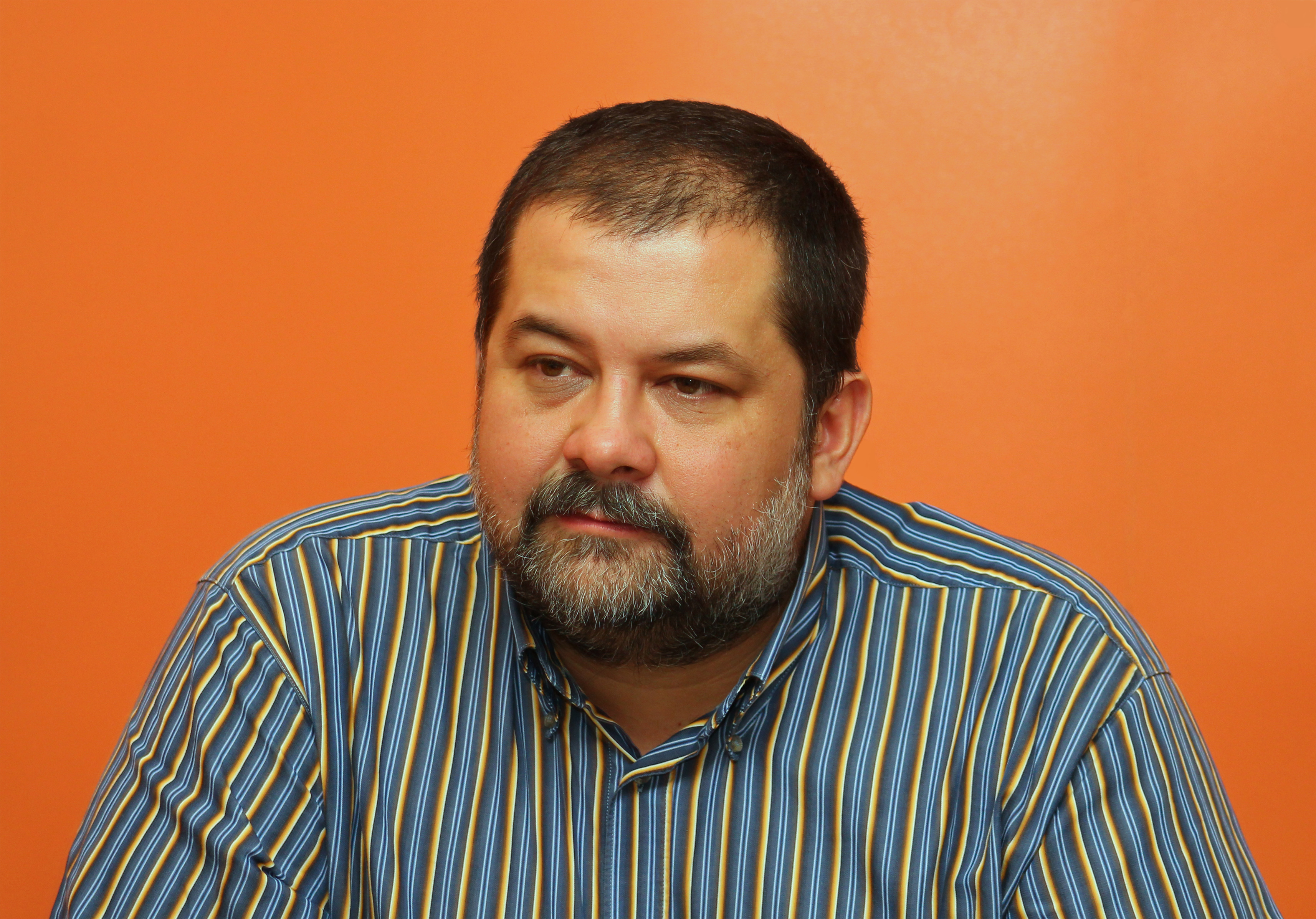
Сергей Лукьяненко

До работы в соавторстве Юлий Буркин жил в Томске и писал психологическую прозу; Сергей Лукьяненко жил в Алма-Ате и писал юношеские приключенческие повести. Писатели познакомились в Санкт-Петербурге на конференции писателей-фантастов «Интерпресскон». Лукьяненко прочитал повесть Буркина «Бабочка и Василиск», а Буркин по дороге домой прочитал роман Лукьяненко «Рыцари Сорока Островов», в результате чего, по словам соавторов, возникло взаимное уважение к творчеству друг друга.
Юлий Буркин решил написать что-то, связанное с космосом и путешествиями во времени, но чтобы повесть не стала «банальной до омерзения», было решено делать её юмористической или пародийной. Главными героями писатель решил сделать своих сыновей Стаса и Костю. Однако после работы над черновым вариантом сюжета Буркин понял, что сам не справится, и поэтому отложил работу. Весной 1993 года Буркин переехал в Алма-Ату и начал работать в газете «Казахстанская правда», где в то время также работал и Сергей Лукьяненко. Буркин решил подарить сюжет Сергею Лукьяненко, считая того, в отличие от самого себя, умеющим писать книги для детей. Однако, Лукьяненко «не впечатлился» предложенной идеей и посоветовал сделать подробный план и психологические характеристики героев. Через несколько дней, когда эта работа была выполнена, Лукьяненко заинтересовала идея произведения, и он согласился писать, однако, увлёкшийся и сам Буркин предложил писать вместе.
Сначала Буркин выступал в роли «литературного раба», занимаясь только разработкой сюжета, редактурой и выписыванием фрагментов, не получавшихся у Лукьяненко, сохраняя при этом его стиль. Через некоторое время, выработав общий стилистический строй, авторы стали работать более независимо. Писатели составляли план работы, делили главы между собой и приступали к работе. Написание продвигалось в довольно быстром темпе. После написания очередной главы она правилась другим автором, устранялись возникшие расхождения. Писатели отмечают «злобное взаиморедактирование», проходившее весьма болезненно со спорами и ссорами. Кроме того, авторы «заигрались», вставив в роман многих друзей и знакомых, независимо от того, насколько это было оправдано сюжетно.
Работа над первой повестью вывела Сергея Лукьяненко из первого писательского кризиса, он начал параллельно писать свой роман «Мальчик и тьма». Лукьяненко также предложил Буркину написать ещё одну повесть общими усилиями. Буркин предложил фэнтези на основе русского фольклора. Была придумана параллель между тремя богатырями и тремя мушкетерами, роль д’Артаньяна досталась Ивану-дураку. Юлий начал работать над сюжетом новой пародийной повести, а Лукьяненко закончил первую. В новой повести одними из главных героев снова оказались Кубатай и Смолянин, поэтому действие было перемещено в будущее, а Русь оказалась островом в Африке. Лукьяненко и Буркин отмечали, что изначально повесть была задумана как отдельное произведение, но в итоге получилось продолжение первой повести. В этот раз у писателей получилось полноценное соавторство. В произведение снова было добавлено множество зашифрованных имен, характерных черт внешности и характера друзей и знакомых авторов.
К моменту завершения второй повести авторы осознали необходимость третьей, которая должна была соединить первые две вместе. Было решено использовать оставшийся массовый жанр — детектив. План оба автора составляли вместе, но писалась повесть раздельно, так как Буркин к этому времени уехал в Томск. Первые повести писались по месяцу, последняя — более полугода. Закончено произведение было в Новосибирске на фестивале фантастики «Белое пятно».
| Год  | Издательство                          | Место издания   | Серия                        | Тираж         | Примечание                                                                                              | Источник |
| ---- | ------------------------------------- | --------------- | ---------------------------- | ------------- | --- | -------- |
| 1997 | Аргус                                 | Москва          | Хронос                       | 10000         | Роман-трилогия «Остров Русь» в одном томе. Иллюстрация на обложке и внутренние иллюстрации С. Смирнова. | [ 4 ]    |
| 1997 | Аргус, Эксмо                          | Москва          | Абсолютное оружие            | 17000         | Роман-трилогия «Остров Русь» в одном томе.                                                              | [ 5 ]    |
| 1999 | АСТ                                   | Москва          | Звездный лабиринт            | 15000 + 23000 | Роман-трилогия «Остров Русь» в одном томе. Оформление художника А.Е. Дубовика.                          | [ 6 ]    |
| 2004 | АСТ, ВЗОИ                             | Москва          | Звёздный лабиринт (мини)     | 10000         | Повесть «Сегодня, мама!». Художник А.Е. Дубовик.                                                        | [ 7 ]    |
| 2004 | АСТ                                   | Москва          | Звёздный лабиринт (мини)     | н/д + 5000    | Повесть «Остров Русь». Художник А.Е. Дубовик.                                                           | [ 8 ]    |
| 2004 | АСТ, Люкс                             | Москва          | Звёздный лабиринт (мини)     | 10000         | Повесть «Царь, царевич, король, королевич...». Художник А.Е. Дубовик.                                   | [ 9 ]    |
| 2006 | АСТ, Астрель, Транзиткнига            | Москва          |                              | 20000 + 8000  | Повесть «Сегодня, мама!».                                                                               | [ 10 ]   |
| 2006 | АСТ, Астрель, Транзиткнига // Харвест | Москва // Минск |                              | 25000         | Повесть «Сегодня, мама!».                                                                               | [ 11 ]   |
| 2007 | АСТ, Хранитель                        | Москва          |                              | 10000         | Повесть «Остров Русь». Иллюстрация на переплёте А.Е. Дубовик. Художник Ю. Якунин.                       | [ 12 ]   |
| 2007 | АСТ, Хранитель                        | Москва          |                              | 20000         | Повесть «Царь, царевич, король, королевич...». Иллюстрации Ю. Якунина.                                  | [ 13 ]   |
| 2009 | АСТ                                   | Москва          | Чёрная серия (танковая щель) | 12000         | Трилогия «Остров Русь». Иллюстрация на обложке А. Дубовика.                                             | [ 14 ]   |

## Критика и оценки
Лаборатория Фантастики

 Goodreads

 LibraryThing
Дмитрий Байкалов и Андрей Синицын в статье для журнала «Если» назвали роман «апофеозом „прототипных игр“». По мнению критиков, игры с прототипами являются одним из методов ведения литературных игр, причём в фантастике особенно широко в качестве прототипов литературных персонажей используют других писателей-фантастов. В своей детской фантастической трилогии Лукьяненко и Буркин «разобрались почти со всеми действующими писателями», написав в итоге весёлую и беззлобную книгу. Критики замечают, что для понимающих людей представляло «почти детективное удовольствие» угадать прототипов различных персонажей. Однако по просьбе издателя авторы в эпилоге расшифровали бо́льшую часть сами.
Алексей Караваев подчеркнул, что несмотря на абсолютное несходство сольных произведений, совместная работа писателям удалась, и назвал трилогию «отличным детским чтением, вызывающим в юных душах живейший интерес и неизменный восторг». Для прочих он отметил только интерес разгадывать реальных прототипов персонажей романа. С этой точки зрения послесловие, в котором авторы сами всё раскрыли, получило негативную оценку критика.
Анатолий Гусев в рецензии на «Остров Русь 2, или Принцесса Леокады» для журнала «Мир фантастики» назвал первую книгу известных на момент её написания только в узком кругу любителей фантастики Лукьяненко и Буркина хулиганским романом для подростков, в котором авторы «весело раздавали тумаки недругам, подтрунивали над коллегами и вообще резвились от души». Критик отнёс произведение к категории «романов-капустников», набирающих популярность. По мнению Гусева, игра в «угадай прототипа» может понравиться в основном подросткам, в то время как некоторые намёки авторов рассчитаны исключительно на «просвещённый российский фэндом».
Михаил Попов в статье для журнала «Мир фантастики», рассматривая сфинксов в фантастике, отметил, что в повести «Сегодня, мама!» они уже являются не «„штучными“ тварями», как обычно, а целой расой. В произведении они изображены «серьёзными и в то же время потешными» существами для колонизации Венеры, а повадками напоминают земных кошек.
В 1994 году повесть «Сегодня, мама!» получила поощрительную премию на фестивале «Белое Пятно» в Новосибирске. В 1995 году повесть «Сегодня, мама!» также номинировалась на премии «Интерпресскон», «Бронзовая улитка» и «Странник» за лучшее фантастическое произведение средней формы. В 1998 году книга «Остров Русь» номинировалась на премию конференции «Интерпресскон» и премию «Бронзовая улитка» Бориса Стругацкого за лучшую фантастическую публикацию крупной формы.

## Адаптации

### Экранизация
16 марта 2006 года состоялась премьера фильма «Азирис Нуна» кинокомпании «КВИД», снятого режиссёром Олегом Компасовым по мотивам повести «Сегодня, мама!». В фильме сыграли Филипп Авдеев, Роман Керимов, Максим Аверин, Нонна Гришаева, Спартак Мишулин и другие
. Музыку к фильму писали: «Тайм-Аут», «Бордо!», «Л.О.М.О.», Ольга Дзусова, «Соль», «Ч. Ч.», «Green Grey», «ColDunya», «Pakava It'», «Город 312» и другие. Бюджет фильма составил 3,5 миллиона долларов.
По мнению Александра Чекулаева, рецензировавшего фильм для журнала «Мир фантастики», «полноценного шедевра не получилось», несмотря на качественный источник и неплохие спецэффекты. Особенно критик выделил «яркую, с филигранно отмеренной дозой сарказма» роль Александра Филиппенко, сыгравшего фараона Неменхотепа, а также «блестящую» роль Максима Аверина, сыгравшего сфинкса Шидлу. Кроме того, Чекулаев отметил качественные спецэффекты картины. Тем не менее, по мнению критика, успеху фильма в прокате помешал ряд серьёзных недостатков. Среди них он выделил «катастрофически неудачный» выбор мальчиков на главные роли — эти исполнители запомнились ему «невыразительными» лицами и «невнятной» игрой. Режиссёру Олегу Компасову, по мнению Чекулаева, не удалось правильно выдержать ритм фильма целиком, в результате чего он представляет собой «короткие эффектные сцены-дистанции». Сценаристы достаточно близко следовали сюжету оригинала, но при этом заменили авторские шутки, в результате чего «интеллигентная ирония» сменилась «грубоватым стёбом, замешанным на цифровых чудесах».

### Компьютерная игра
В 2008 году по мотивам первой повести была выпущена компьютерная квестовая игра «Сегодня, мама!». Сергей Звездов в рецензии для журнала «Игромания» пишет, что  среди прочих игр данная выделяется «простыми, но изящными головоломками», делающими игровой процесс «довольно интересным». Также была отмечена неплохая визуальная стилистика игры. Тем не менее, критик отметил ряд недостатков, среди которых нехватка чувства вкуса, слабая режиссура, «идиотские шутки», излишняя «литературность» реплик, невыдержанный темп повествования, отсутствие эмоциональной кульминации.

### Аудиокнига
В 2008 году издательство «Аудиокнига», входящее в холдинг «Издательская группа АСТ», записало аудиокнигу по повести «Сегодня, мама!». Аудиокнига продолжительностью 5 часов 7 минут вышла на одном CD-диске в серии «Бестселлер». Текст в формате монолога с музыкальным сопровождением читают Юлий Буркин и Сергей Лукьяненко